# Catopsis
Genre
Classification APG III (2009)
Répartition géographique
Catopsis est un genre de plantes de la famille des Bromeliaceae, sous-famille des Tillandsioideae. Le nom vient du grec « kata » (en dessous) et « opsis » (apparence), il s'agit donc « plante vue du dessous ». Ses espèces peuvent se trouver de la Floride jusqu'à l'Est du Brésil, incluant les Caraïbes.
Une espèce du genre, Catopsis berteroniana, est carnivore.

## Liste des espèces
Liste des espèces :
- Catopsis berteroniana (Schult. & Schult.f.) Mez
- Catopsis compacta Mez
- Catopsis delicatula L.B.Sm.
- Catopsis floribunda L.B.Sm.
- Catopsis juncifolia Mez & Wercklé
- Catopsis micrantha L.B.Sm.
- Catopsis minimiflora Matuda
- Catopsis montana L.B.Sm.
- Catopsis morreniana Mez
- Catopsis nitida (Hook.) Griseb.
- Catopsis nutans (Sw.) Griseb.
- Catopsis oerstediana Mez
- Catopsis paniculata E.Morren
- Catopsis pedicellata L.B.Sm.
- Catopsis pisiformis Rauh
- Catopsis sessiliflora (Ruiz & Pav.) Mez
- Catopsis subulata L.B.Sm.
- Catopsis wangerinii Mez & Wercklé
- Catopsis wawreana Mez
- Catopsis werckleana Mez